# 羅布民歌
羅布民歌是中國新疆尉犁縣的羅布人的傳統民歌，有朗誦、獨唱、對唱等多種表現形式，有愛情歌、勞動歌、狩獵歌、歷史歌、敘事歌、思念歌、婚嫁歌、喜慶歌、喪葬歌等題材，節奏和旋律比附近的其他維吾爾族民歌變化更快更大。2008年6月7日，羅布淖爾維吾爾族民歌被列入第二批中國國家級非物質文化遺產名錄。